# 光崎検校
光崎 検校（みつざき けんぎょう、生年不詳 - 1853年頃）は、19世紀前半に京都で活躍した盲人音楽家（地歌三味線、箏演奏家、作曲家）。

## 生涯と音楽上の業績
生年は不詳。文政4年（1821年）に検校となる。都名（いちな : 当道座に属する盲人が名乗った名前）は浪の一（なみのいち）、のち富機一に改名 。
地歌三味線を一山検校（いちざんけんぎょう）に、箏曲を八重崎検校に師事。すでに当時、先輩音楽家たちにより地歌三味線音楽の作曲や演奏技巧の開発が頂点に達していた中において、新たな方向をさまざまに模索、そのひとつとして、江戸時代初期の音楽である三味線組歌や箏組歌、段物をよく研究し、自らの曲にも取り入れた。
また三味線は言うに及ばず、八重崎検校の弟子ということもあり箏にも非常に堪能で、自作曲のうちいくつかは、自ら箏の手を付けており、一つの曲で三味線、箏の両パートを作ったのは光崎が最初と言われる。更に、当時箏が江戸中期以来、三味線の後続として発展して来つつ、いまだ開拓の余地があることに注目し、これ以上進む余地の少なくなりつつあった三味線から離れた、箏のみの音楽を再び作り出したことは特に重要で、これは後の邦楽の新たな方向付けとなった。中でも吉沢検校はその精神を受け継ぎ『千鳥の曲』などを作曲しているが、千鳥の曲には批評を乞われた光崎の助言により手直しされた部分があるという。
作風は精緻で端正かつ理知的、気品と風格があり、高度な技術が要求される曲が多い。江戸初期の手法を取り入れたり、『七小町』や『三津山』など能に取材した曲もあり、また作品の一つ『五段砧』はきわめて複雑精緻に作られた箏の高低二重奏曲である。一方『秋風の曲』は、白居易の詩「長恨歌」に取材、やはり江戸初期の楽曲形式である箏組歌と段物のスタイルによって作られた箏と歌のための曲で、そのために新たな箏の調弦法「秋風調子」を考案したが、当時流行していた明清楽の旋法が取り入れられているという。
彼の芸術性を高く評価した越前国の代官、蒔田雁門がパトロンとなり、作曲や譜本の出版も後押しした。楽譜の出版には熱心で、精密な三味線楽譜集である「絃曲大榛抄」や、自作曲『秋風の曲』の楽譜である「箏曲秘譜」を発刊した。
また、戦前までは光崎本人が校閲した『五段砧』の譜本が現存していたが、これは戦災で焼失した。
光崎のこのような積極的姿勢は当道座の反感を誘い、京都を追われたという話もあるが定かではない。またそれについて、本来は箏のみで演奏されるべき箏組歌の代表曲『菜蕗（ふき）』に、合奏（打ち合わせ）できる三味線曲『夕の雲（ゆうべのくも）』を作曲し憤懣をはらしたともいう。
門弟の一人に備後国の葛原勾当（八重崎検校の門人でもある）がおり、中国系地歌箏曲の元となった。
1853年頃没。

## 主な作品

### 地歌曲
- 端歌物
  - 『かほ花（朝顔）』
- 手事物
  - 『桂男』（一説に菊岡検校作曲）
  - 『七小町』
  - 『初音』
  - 『三津山』（以上、箏手付は八重崎検校）
  - 『桜川』（以下、光崎本人による箏手付）
  - 『千代の鶯』
  - 『蕾の梅』
  - 『夜々の星』（箏のほか三弦替手も自作）
- その他
  - 『夕辺の雲』（箏組歌（ことくみうた）曲『菜蕗（ふき）』に合奏（打ち合わせ）させる曲。一説に菊岡検校作曲）

### 箏曲
- 『五段砧』（高低二重奏曲）
- 『秋風の曲』